# Dème de Cynourie-du-Sud
Le dème de Cynourie-du-Sud (grec moderne : Δήμος Νότιας Κυνουρίας, Dhimos Nótias Kynourías) est un dème (municipalité) de la périphérie du Péloponnèse, dans le district régional d'Arcadie, en Grèce.
Il a été créé dans le cadre du programme Kallikratis (2010) par la fusion des dèmes de Leonídio, Kosmás et Tyrós, devenus des districts municipaux. Comme le dème voisin de Cynourie-du-Nord, il doit son nom à la région antique de Cynurie.
Son siège est la localité de Leonídio.